# نونادکان
نونادکان (انگلیسی: Nonadecane) نوعی هیدروکربن آلکان است.